# Pepin de Vermandois
Pepin (n. cca. 815) a fost cel dintâi conte de Vermandois, senior de Senlis, Péronne și Saint-Quentin.
Pepin era fiul regelui Bernard de Italia și al Cunigundei.
Pepin apare pentru prima dată consemnat în 834, în poziția de conte la nord deSena, iar apoi în 840. În acest din urmă an, este menționat ca susținându-l pe regele Lothar I împotriva tatălui său, împăratul Ludovic cel Pios.
Soția lui Pepin nu este cunoscută, însă este menționată sub numele de Rothaida de Bobbio. Moștenitorul său a preluat o mare parte din teritoriul nobililor Nibelungizi, motiv pentru care istoricul K. F. Werner formulează ipoteza căsătoriei unei căsătorii cu o fiică a lui Theodoric Nibelung. Copiii lui Pepin au fost:
- Bernard (n. cca. 844 – d. după 893), conte de Laon
- Gerberga (n. cca. 854)
- Pepin (n. cca. 846–d. 893), conte de Senlis și senior de Valois (877–893)
- Herbert I de Vermandois[2] (n. cca. 850–d. 907)
- Beatrice (n. cca. 854)
- Matilda (n. cca. 857)
- Adelaida (n. cca. 858)
- Cunigunda